# Medien- und Filmgesellschaft Baden-Württemberg
Die im Oktober 1995 gegründete MFG Medien- und Filmgesellschaft Baden-Württemberg mbH ist eine Einrichtung des Landes Baden-Württemberg und des Südwestrundfunks (SWR). Aufgabe der MFG ist einerseits die Förderung der Filmkultur und Filmwirtschaft sowie andererseits die Förderung der Kultur- und Kreativwirtschaft. Die MFG agiert als landesweites Kompetenzzentrum, ist öffentlicher Kultur- und Wirtschaftsförderer und bietet Unterstützungsmaßnahmen an, die sich am Bedarf der genannten Branchen orientierten. Zur Erreichung dieser Ziele besteht die MFG Baden-Württemberg aus zwei unterschiedlichen Geschäftsbereichen: dem Bereich bzw. der Unit Filmförderung und dem Bereich bzw. der Unit Kreativ.

## Geschäftsbereiche

### MFG Filmförderung
Der Schwerpunkt des Bereichs MFG Filmförderung ist die gezielte Förderung kulturell wertvoller Filmproduktionen für Kino und Fernsehen durch die Vergabe von Projektförderungen von der Drehbuchentwicklung und Produktionsvorbereitung über die Produktions- und Postproduktionsförderung bis hin zum Verleih bzw. Vertrieb von Filmen und Serien. Ein weiteres Ziel ist die Unterstützung der regionalen Filmwirtschaft z. B. durch gezielte Förderprogramme wie die Line Producer-Förderung für Firmen in Baden-Württemberg, die sich auf visuelle Special Effects in der Filmproduktion spezialisiert haben, und die Unterstützung einer vielfältigen Filmkultur (z. B. durch jährlich vergebene Auszeichnungen auf Filmfestivals oder die Kinopreise für Lichtspieltheater in Baden-Württemberg).

### MFG Kreativ
Der Schwerpunkt des Bereichs MFG Kreativ liegt auf Vernetzungs- und Vermittlungsaktivitäten für die Kultur- und Kreativwirtschaft sowie auf dem Kompetenzfeld Digitale Kultur. Das bedeutet z. B. baden-württembergische Museen, Archive, Bibliotheken und Kunsthäuser bei ihren Aktivitäten im digitalen Wandel zu begleiten, zu beraten und zu coachen. Zusätzlich bietet die MFG Förderprogramme sowie Vernetzungs- und Vermittlungsangebote für die Games-Branche unter dem Label Games BW an.

## Geschäftsführung
Nach Klaus Haasis (Geschäftsbereich MFG Medienentwicklung, später Innovationsagentur; bis 1995) und Gabriele Röthemeyer (Geschäftsbereich MFG Filmförderung, bis 2013) führt seit dem 1. Januar 2014 Carl Bergengruen als alleiniger Geschäftsführer die MFG Medien- und Filmgesellschaft Baden-Württemberg. Bergengruen war zuvor  Vorsitzender der Geschäftsführung des Produktions- und Dienstleistungszentrum für Film und Fernsehen, Studio Hamburg.

## Green Shooting – ökologisch nachhaltige Filmherstellung
Die MFG Baden-Württemberg setzt sich für möglichst ressourcenschonende und klimafreundliche Produktionsmethoden bei der Filmherstellung ein, die unter dem Begriff „Green Shooting“ (grünes Drehen) gefasst werden. Seit dem 24. Februar 2020 haben sich die Mitglieder des von der MFG Baden-Württemberg mbH geleiteten Arbeitskreises „Green Shooting“ verpflichtet, Film- und TV-Produktionen intensiver auf eine ökologisch nachhaltige Herstellungsweise umzustellen. Dazu wurden in Zusammenarbeit mit der Brancheninitiative Changemakers.film und mit wissenschaftlicher Begleitung ökologische Mindeststandards als Kriterien entwickelt, die wirksame und nachweisbare Verringerungen der CO2e-Emissionen in der Film- und TV-Branche zum Ziel haben.
Zu den Maßnahmen gehören etwa die Umstellung auf LED-Scheinwerfer, die verstärkte Nutzung öffentlicher Verkehrsmittel der Filmcrews, der Einsatz umweltfreundlicher Fahrzeuge, der Verzicht auf Dieselgeneratoren, Kurzstreckenflüge und Einweggeschirr, die Erstellung eines CO2-Fußabdrucks sowie eine Beratung durch einen Nachhaltigkeitsexperten.
Ziel der Selbstverpflichtung der teilnehmenden Förderinstitutionen, Berufsverbände und Produktionsfirmen aus der Film- und Fernsehbranche ist die Reduzierung umwelt- und klimaschädlicher Emissionen bei der Filmherstellung. Sichtbar machen können die beteiligten Institutionen dieses Engagement mit dem 2021 eingeführten Label „green motion“. Die so hergestellten Produktionen können das Label im Abspann oder auf Promotion-Material verwenden.
Der stetig wachsende Arbeitskreis hat sich zusammen mit der Bundesbeauftragten für Kultur und Medien, Staatsministerin Claudia Roth, die Ausgestaltung bundesweit einheitlicher ökologischer Mindeststandards und entsprechender Kriterien zum Ziel gesetzt. Diese sollen dann ab dem 1. Januar 2023 in den jeweiligen Förderregularien sowie bei den im Arbeitskreis „Green Shooting“ zusammengeschlossenen Medienunternehmen, Plattformen, Sendern und weiteren Akteuren Anwendung finden. Im Zuge dessen sollen das „green motion“-Siegel künftig auch alle von Bund und Ländern geförderten Produktionen erhalten können, die den vereinbarten Standards entsprechen.